# 笹岡莉紗
笹岡 莉紗（ささおか りさ、1988年1月10日 - ）は、日本の元女優・タレント・ファッションモデル。現在は引退し、洋服店で働いている。レプロエンタテインメントに所属していた。東京都出身。

## 来歴
- テレビ東京系平日朝の番組『おはスタ』におはガールとして出演。
- ティーン雑誌『ニコラ』で栗山千明や蒼井優などと共にニコモとして人気を集める。
- ニコモ卒業後は、雑誌『CANDy』でCANモとして活躍。同じニコモOGでレプロエンタテインメントに所属したタレントとして新垣結衣がいる。
- モデルとしての活動を経て、その後はテレ東系『Disney Time』のメインMCとして出演したり、TBS系愛の劇場『大好き!五つ子』シリーズ（『Go!!』以降）で桜井美穂役を演じる（後述）など、女優としても活躍していた。
- 2008年、短期大学卒業を機に芸能界を引退し、2016年5月現在はアパレルブランド「ROSE BUD」でWEB担当及び販売員として働いている[1]。

## 人物・エピソード
- 愛称はささりさ。
- 趣味は洋服集め、香水集め、シュノーケリング。

### 『大好き!五つ子』
- 『五つ子2008』では、本来であれば制作側が用意する美穂が着けるアクセサリーを、本人の希望もあって笹岡自前のものを使用していた。
- 2009年、芸能界引退後だったものの、『大好き!五つ子』だけは出ると決めていたらしく、最終シリーズまで“桜井美穂”を演じきった。ただし、引退後だったためなのか、最終シリーズでは、フランス留学から一時帰国で登場した最終週まで出番がほとんど無かった。
  - なお、最終シリーズ当時の奇抜とも言える髪型は、地毛をアッシュ系に染色してヘアーアイロンを利用して巻いたもので、カツラではないとのこと[2]。

## 出演

### テレビドラマ
- エスパー魔美（NHK） - 主演・佐倉魔美 役
- 天才てれびくん（NHK）
- 貫太ですッ!（東海テレビ） - 進藤円 役
- 家栽の人（TBS）
- 「日本のこわい夜」イントロダクション〜こわい話、聞きたいですか?〜（TBS）
- エコエコアザラク〜眼〜（テレビ東京） - 宮田由比奈 役
- 愛の劇場 大好き!五つ子Go!!→最終シリーズ 大好き!五つ子（TBS） - 桜井美穂 役
- ひめゆり隊と同じ戦火を生きた少女の記録 最後のナイチンゲール（日本テレビ）
- 月曜ゴールデン 十津川警部シリーズ38「愛と悲しみの墓標」（TBS） - 木下知恵 役
- 死化粧師（テレビ東京） - 宇田川和音役

### バラエティ
- PLAY ROOM Ver,2.0（BSフジ）
- おはスタ（テレビ東京） - 火曜日担当おはガール
- Parky Party（テレビ東京）
- Disney Time（テレビ東京）
- 関口宏の東京フレンドパークII（TBS）
- 週刊!モノ★コレ!（日本テレビ、- 2008年9月）
- 幻のトーテムポールを求めて…時任三郎が挑む大冒険（日本テレビ）

### 映画
- 走れ!イチロー（東映）
- ワナワナ。（山形国際ムービーフェスティバル2006出品作品）

### CM
- 九州環境福祉医療専門学校 - 桜町キャンパス編
- 三洋電機の洗濯機
- マクドナルド
- ちゃお

その他多数

## 雑誌（モデル）
- ニコラ
- CANDy - ささりさシールや、セレブ特集で話題を呼ぶ。

## イベント
- ナルミヤインターナショナルイベント（2002年）